# Joanna Jax

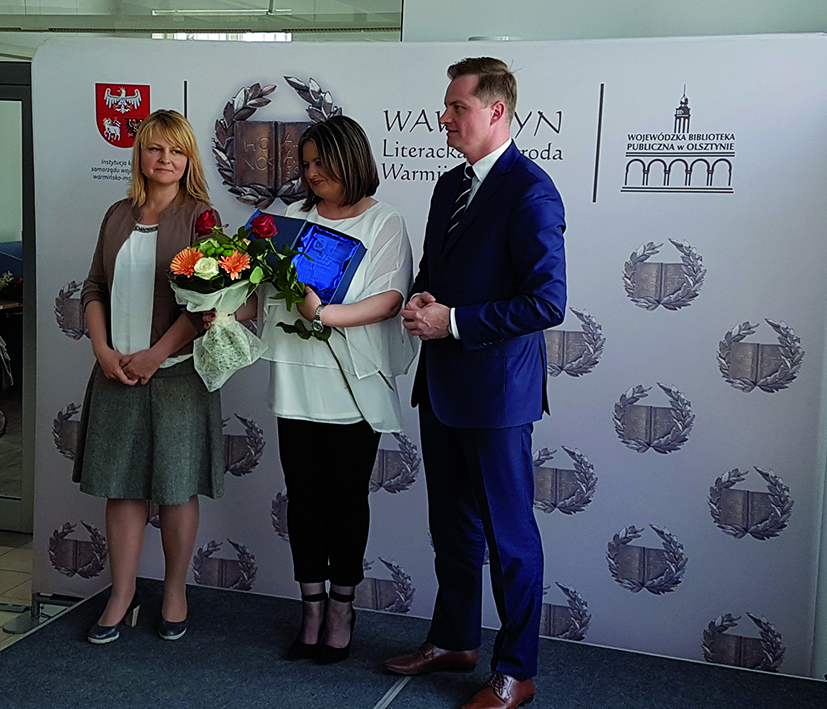
Wawrzyn – Literacka Nagroda Warmii i Mazur – 2017

Joanna Jax, wł. Joanna Jakubczak (ur. 26 listopada 1969 w Olsztynie) – polska pisarka specjalizująca się w powieściach historycznych.

## Życiorys
Mieszka w Olsztynie. Jest absolwentką Uniwersytetu Warmińsko-Mazurskiego. Przez lata pracowała w dużych korporacjach finansowych, a od 2018 r. zrezygnowała z pracy etatowej na rzecz pisarstwa. Zajmuje się również grafiką komputerową i copywritingiem.
Głosami czytelników wybrana jako finalistka Festiwalu Literatury Kobiecej Pióro i Pazur na najbardziej wzruszającą powieść roku 2014. Uhonorowana Wawrzynem – Literacką Nagrodą Warmii i Mazur za rok 2016 (nagroda czytelników). W 2018 r. jej powieść Narodziny gniewu znalazła się wśród dwunastu bestsellerów promowanych w ramach ogólnopolskiej akcji CZYTAJ.PL.

## Twórczość
Joanna Jax jest autorką następujących powieści i cyklów literackich: 

### Powieści
- Długa droga do domu (2015)[10]
- Pamiętnik ze starej szafy (2017)
- Syn zakonnicy (2018)
- Białe róże z Petersburga (2019)
- Wojenna miłość (2022)
- Epilog (2023)
- Trzy kobiety (2023)
- Nadzieja w spiżarni ukryta (2023) współautorka Magdalena Witkiewicz[11]
- Najlepsza przyjaciółka (2024)[12]

### Opowiadania
- Panna śliczna (2017) opowiadanie wydane w antologii pt. Czas cudów, czyli opowieści pod jemiołą
- Tajemnica Ingrid Langer (2020) opowiadanie wydane w antologii pt. Taniec pszczół i inne opowiadania o czasach wojny
- Znajdę cię (2020) opowiadanie
- Klątwa madonny (2021) opowiadanie wydane w antologii kryminalnej pt. Zabójczy pocisk. Dziedzictwo
- Na wschód od Mińska (2021) opowiadanie wydane w antologii pt. 1920. Nadzieja nie umiera nigdy
- Muzyka serc (2022) opowiadanie wydane w antologii pt. Rozdzieliła nas wojna
- Upadły anioł (2022) opowiadanie wydane w antologii pt. Miłość w prezencie

### cyklSaga von Becków
- Tom 1. Dziedzictwo von Becków (2014)
- Tom 2. Piętno von Becków (2016)

### cyklZemsta i przebaczenie
- Tom 1. Narodziny gniewu (2016)
- Tom 2. Otchłań nienawiści (2017)
- Tom 3. Rzeka tęsknoty (2017)
- Tom 4. Morze kłamstwa (2017)
- Tom 5. Bezkres nadziei (2017)
- Tom 6. Dolina spokoju (2018)

### cyklZanim nadejdzie jutro
- Tom 1. Podróż do krainy umarłych (2018)
- Tom 2: Ziemia ludzi zapomnianych (2019)
- Tom 3. Druga strona nocy (2019)

### cyklPrawda zapisana w popiołach
- Tom 1. Milczenie aniołów (2019)
- Tom 2. Krzyk zagubionych serc (2020)
- Tom 3. Śpiew bezimiennych dusz (2020)

### cyklCórka fałszerza
- Córka fałszerza Tom 1 (2020)
- Córka fałszerza Tom 2 (2020)
- Córka fałszerza Tom 3 (2020)

### cyklSaga rodu Niemojskich lub Drugi brzeg
- Tom 1. Drugi brzeg (2020)
- Tom 2. Smak wolności (2021)
- Tom 3. Bliski koniec (2021)

### cyklDuchy minionych lat
- Tom 1. Wiosenne przebudzenie (2021)
- Tom 2. Letnie przesilenie (2021)
- Tom 3. Jesienne pożegnanie (2021)
- Tom 4. Zimowy sen (2022)

### cyklW pogoni za nazistą
- W pogoni za nazistą Tom 1 (2022)
- W pogoni za nazistą Tom 2 (2022)

### cyklSaga wołyńska
- Tom 1. Głód (2022)
- Tom 2. Wojna (2022)
- Tom 3. Exodus (2022)

### cyklNa obcej ziemi
- Tom 1. Nowe życie (2023)
- Tom 2. Czas pokuty (2023)
- Tom 3. Powiew nadziei (2023)

### cyklCzas zapomnienia
- Tom 1. O północy w Berlinie (2024)[13]
- Tom 2. Kair, czwarta rano (2024)[14]